# How the West Was Won and Where It Got Us
Singles de R.E.M.
Electrolite
(1997) Daysleeper
(1998)
Pistes de New Adventures in Hi-Fi
The Wake-Up Bomb
How the West Was Won and Where It Got Us est une chanson du groupe de rock alternatif R.E.M., sortie en tant que quatrième et dernier single de leur dixième album studio New Adventures in Hi-Fi en avril 1997 en Allemagne et au Japon. Le single marque la dernière apparition de Bill Berry dans un clip vidéo du groupe.

## Sortie
La face B principale est une nouvelle version enregistrée de Be Mine. Les autres face b pour le maxi 45 tours sont une reprise de la chanson Love Is All Around de The Troggs, précédemment sortie sur la bande originale du film I Shot Andy Warhol (1996) et une reprise de la chanson Sponge de Vic Chesnutt, précédemment sortie sur l'album Sweet Relief II: Gravity of the Situation, un album hommage à Vic Chesnutt.

## Représentations et reprises
La chanson a été utilisée dans le film Bowling for Columbine de Michael Moore sorti en 2002.

## Liste des pistes
Toutes les chansons sont écrites par Bill Berry, Peter Buck, Mike Mills et Michael Stipe sauf indication contraire.
Allemagne, Japon, CD Single, Catalogue: Allemagne : 9362-43851-2 / Japon : WPCR-975,
1. How the West Was Won and Where It Got Us – 4:34
2. Be Mine (Version de Mike on the Bus) – 4:54
3. Love Is All Around (Reg Presley) – 3:04
4. Sponge (Vic Chesnutt) – 4:08

## Personnel
How the West Was Won and Where It Got Us
- Bill Berry – batterie, percussion, sifflet Ennio
- Peter Buck – guitare basse, guitare, bouzouki, mandoline
- Mike Mills – piano, synthétiseur, chant
- Michael Stipe – chant, synthétiseur

## Source
- (en) Cet article est partiellement ou en totalité issu de l’article de Wikipédia en anglais intitulé « How the West Was Won and Where It Got Us » (voir la liste des auteurs).